# Ōtaru-Wasserfall
Der Ōtaru-Wasserfall (japanisch 大樽の滝 Ōtaru-no-taki) ist ein Wasserfall in der japanischen Präfektur Kōchi mit einer Fallhöhe von 34 Metern. Das Wasser fließt in den Sakaori, einem Zufluss des Niyodo, der in die Philippinensee mündet.
Der Ōtaru-Wasserfall ist Teil der 1990 vom Umweltministerium aufgestellten Liste der Top-100-Wasserfälle Japans. Weitere bekannte Wasserfälle in der Präfektur sind der Todoro-Wasserfall und der Ryūō-Wasserfall.

## Galerie

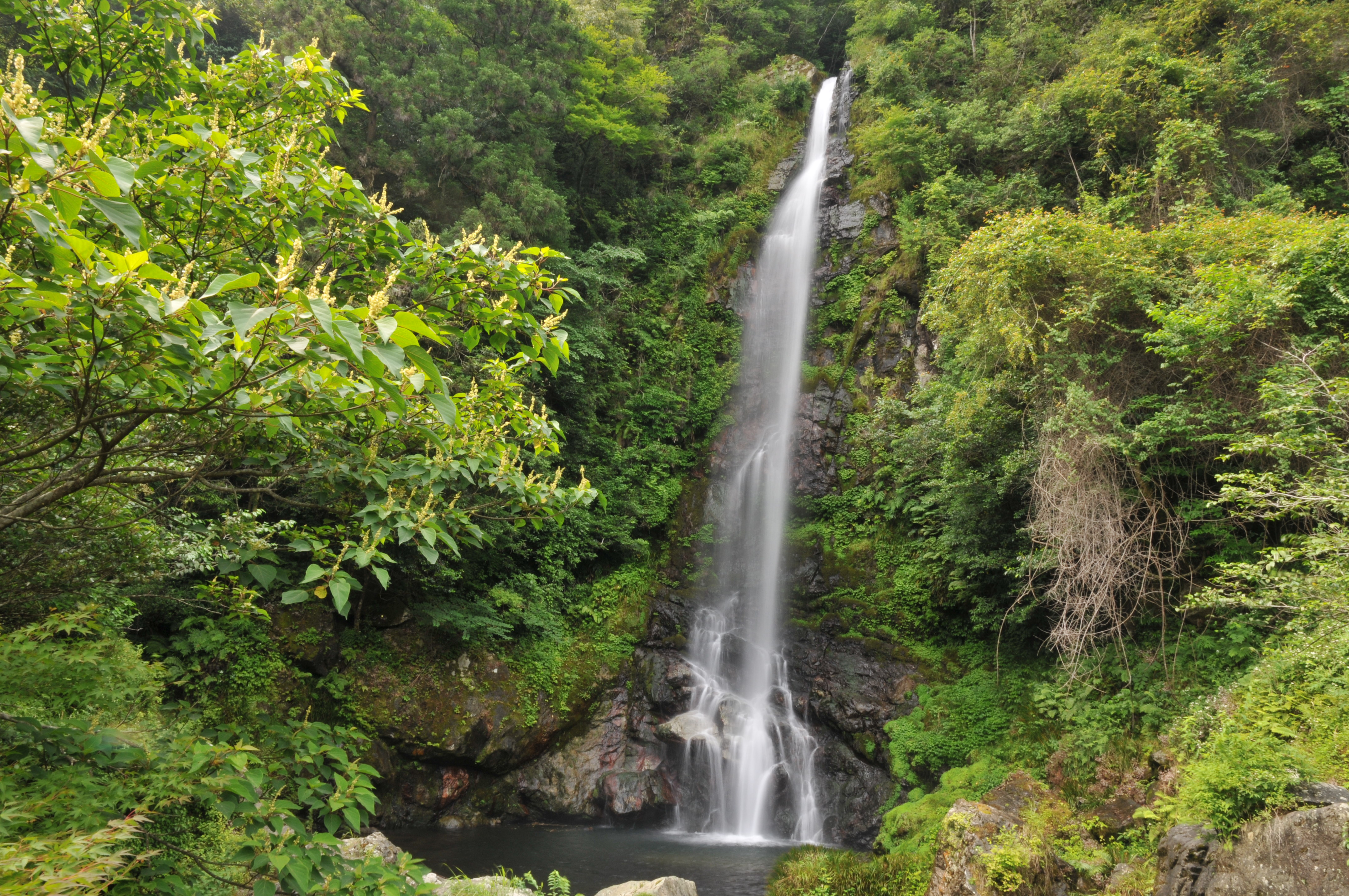